# Tellin' Stories
Tellin' Stories è il quinto album in studio dei Charlatans, band alternative rock inglese. Fu pubblicato il 21 settembre 1997.
Fu il disco di maggiore successo commerciale della band. Arrivò in vetta alla classifica britannica degli album e piazzò tre singoli nella top 10 della classifica britannica dei singoli.
Le registrazioni del disco furono funestate dalla tragica morte del tastierista Rob Collins, scomparso in un incidente stradale in Galles il 22 luglio 1996, a metà delle sessioni di registrazione dell'album. I compagni gli resero omaggio con l'ultima canzone della tracklist, Rob's Theme, in cui si può sentire la voce di Collins registrata quando aveva tre anni.

## Tracce

### Versione originale
1. With No Shoes (4:42)
2. North Country Boy (4:04)
3. Tellin' Stories (5:13)
4. One to Another (4:29)
5. You're a Big Girl Now (2:49)
6. How Can You Leave Us (3:45)
7. Area 51 (3:36)
8. How High (3:05)
9. Only Teethin' (5:19)
10. Get on It (5:56)
11. Rob's Theme (3:54)

### Anniversary Edition (2012)
1. "Two of Us"  	(4:07)
2. "Reputation"  	(4:00)
3. "Don't Need a Gun"  	(5:09)
4. "Down with the Mook"  	(2:57)
5. "Title Fight"  	(5:15)
6. "Keep It to Yourself"  	(2:16)
7. "Rainbow Chasing" ("Don't Need a Gun" - Initial First Take)	(3:43)
8. "Clean Up Kid"  	(4:50)
9. "Thank You" (Live At The Phoenix Festival 18 July 1997)

## Formazione
- Tim Burgess : voce, armonica
- Mark Collins : chitarre
- Rob Collins : mellotron, organo, pianoforte
- Martin Duffy : mellotron, organo, pianoforte
- Martin Blunt : basso
- Jon Brookes : batterie